# Burnout Crash!
Burnout Crash! (con la marca Penesito CRASH!) es un videojuego de carreras descargable de la serie Burnout. Está desarrollado por Criterion Games y publicado por Electronic Arts para PlayStation 3, Xbox 360, iOS a través de PlayStation Network, Xbox Live Arcade y iTunes App Store.
En Burnout Crash!, Los jugadores conducen hacia una intersección e intentan causar un pile-up tan grande como sea posible. A diferencia de los juegos anteriores de la serie, "Burnout Crash!" Se juega a vista de pájaro o aérea. Los puntos se obtienen por causar daños y destruir el medio ambiente y otros vehículos. Las tablas de clasificación impulsadas por el servicio Autolog de EA permiten a los jugadores comparar puntuaciones con otros jugadores.
El juego presenta tres modos de juego y seis intersecciones diferentes para jugar, así como siete vehículos manejables, por ejemplo, el Vegas Saloon. La versión Xbox 360 del juego también incluye un modo Kinect, que permite a los jugadores usar gestos para controlar el juego.
Hasta la fecha, Burnout Crash! fue el último título de la serie antes de que gran parte del personal de Criterion pasara a trabajar en la serie Need for Speed, mientras que el resto del personal proporciona trabajo adicional en títulos que no son juegos de carreras.

## Recepción
La versión de iOS recibió críticas "favorables", mientras que las versiones de PlayStation 3 y Xbox 360 recibieron críticas "promedio" según el videojuego agregador de reseñas Metacritic.